# Daewoo Evanda

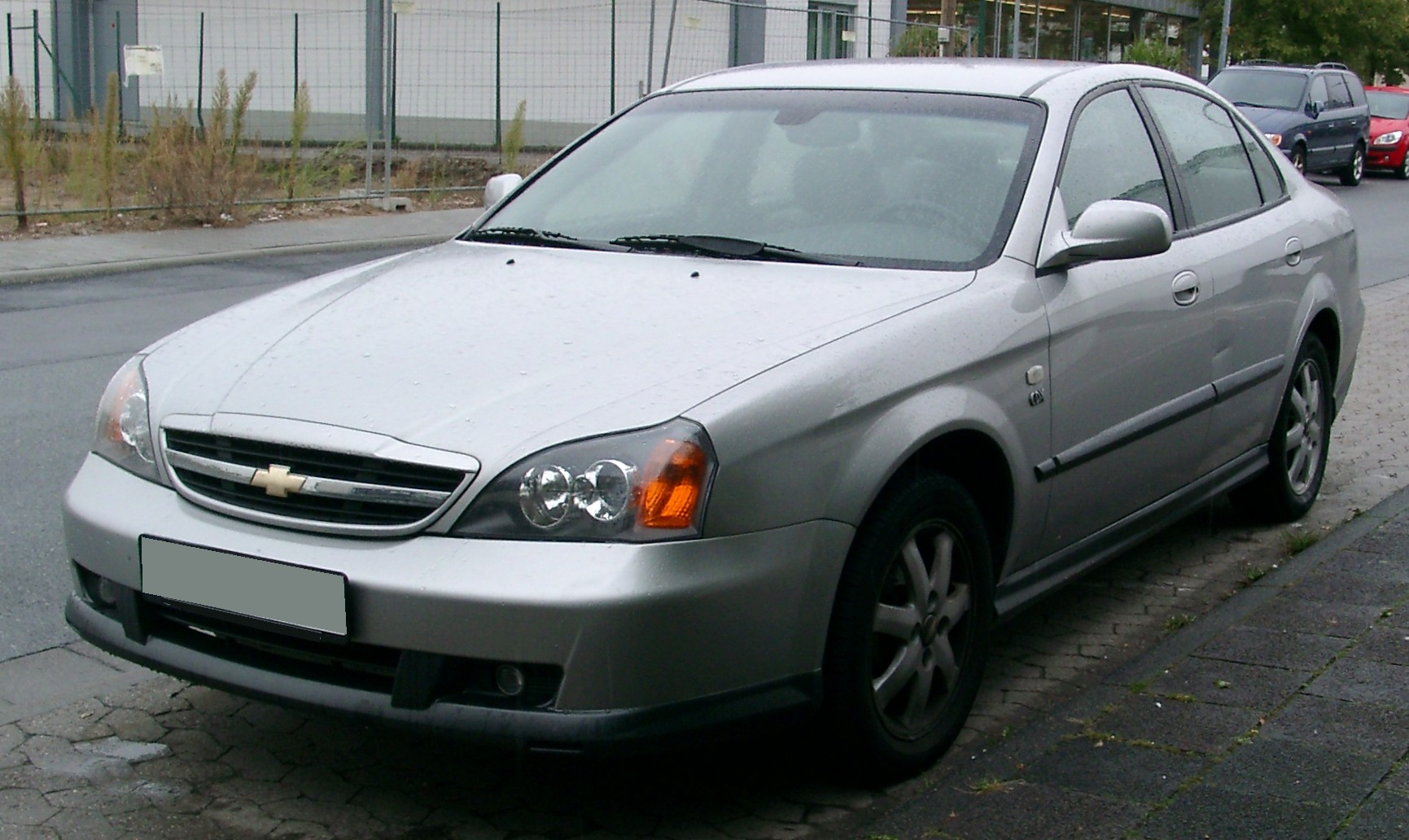
Daewoo Evanda.

Daewoo Evanda var det koreanska bilmärkets största modell och ersatte Daewoo Leganza 2002, men hade tillverkats sedan år 2000. Liksom Leganza var Evanda formgiven av Giorgetto Giugiaro. Evanda tillverkades i Sydkorea, där den för övrigt kallades Daewoo Magnus. På vissa marknader marknadsfördes den även som Suzuki Verona. Från 2004 års modell hette modellen Chevrolet Evanda i Europa. Huvudkonkurrenterna var Hyundai Sonata och Kia Magentis. Under 2006 ersattes Evanda av Chevrolet Epica, som även den tillverkas i Sydkorea. Där går den dock under namnet Daewoo Tosca.